# Rede europeia de cidades mais antigas
A Rede europeia de cidades mais antigas (em inglês: Most Ancient European Towns Network) é o grupo de trabalho das cidades mais antigas da Europa. Foi fundada em 1994.
O grupo de trabalho, que é uma rede por seu nome inglês, consiste nas seguintes cidades, cujos representantes são alternada anualmente na presidência.

## Membros
Os membros incluem as seguintes cidades:
- Argos (Grécia)
- Béziers (França)
- Cádiz (Espanha)
- Colchester Grã-Bretanha
- Cork (Irlanda)
- Évora (Portugal)
- Maastricht (Países Baixos)
- Roskilde (Dinamarca)
- Tongeren (Bélgica)
- Worms (Alemanha)

A iniciativa para a formação do grupo de trabalho veio da cidade grega de Argos. Lá, a primeira reunião oficial dos chefes de cidades participantes teve lugar de 22 a 26 de Junho de 1994 só faltava o representante de Cádiz. Aqui, após a assinatura do Memorando os objectivos foram decididas.